# エミリオ・ビアンキ
エミリオ・ビアンキ (Emilio Bianchi、1912年10月22日 - 2015年8月15日) は、イタリア海軍軍人。最終階級は海軍少佐。ビアンキは第二次世界大戦中、デチマ・マスのフロッグマンとして人間魚雷マイアーレを用いた特殊作戦に従事し、イギリス海軍の戦艦「ヴァリアント」を大破着底させた。

## 経歴
ビアンキは1912年10月22日にロンバルディア州ソンダロで誕生した。1932年にイタリア王立海軍に志願兵として入隊し、ヴァリニャーノ（ラ・スペツィア）のCREM学校の専門コースに参加した後、潜水部隊に加わった。
ビアンキは測量艦「アミナリオ・マグナギ」に乗艦し、エーゲ海と紅海で任務を遂行し、1934年には重巡洋艦「フィウメ」に転属し、上等水兵へ昇進した。1936年にラ・スペツィアの第1潜水隊へ異動した後、翌年に三等兵曹となり、デチマ・マスに配属されて人間魚雷マイアーレの運用訓練を受けた。

### 第二次世界大戦
第二次世界大戦勃発後、ビアンキは1940年秋のジブラルタル港攻撃に二等潜水兵曹として参加した。翌1941年12月、エジプトのアレクサンドリアにあるイギリス海軍基地への攻撃（アレクサンドリア港攻撃）に参加した。
「シレ」に乗艦して港に接近した後、彼はルイージ・ドゥランド・デ・ラ・ペンネが指揮するマイアーレ221号艇のオペレーターとして発進した。2名は機雷をイギリスの戦艦「ヴァリアント」の艦底に設置しようとした。しかしビアンキは、呼吸装置のトラブルによる酸素中毒と、5時間の潜水による多大な疲労のために浮上を余儀なくされた。
暗闇の中、ブイにしがみついたビアンキと、「ヴァリアント」艦底下の海底に機雷を仕掛けたデ・ラ・ペンネの両名は捕らえられ、艦上へ連れてこられた。2名は艦長チャールズ・モーガン大佐ら英海軍士官に尋問されたが、情報提供を拒否したため両名は喫水線下の部屋に監禁された。彼らが囚われていた艦の竜骨下に設置された機雷が爆発したが、ビアンキとデ・ラ・ペンネは生き残った。その後、ビアンキは捕虜収容所に収容され、1943年9月の休戦までそこで過ごした。1944年8月31日、ビアンキはアレクサンドリア港攻撃における戦功により、イタリア最高の軍事勲章である武勇黄金勲章を授与された。

### 戦後
ビアンキは戦功により三等、及び二等潜水兵曹長に昇進し、戦後の1954年に一等潜水兵曹長へ昇進した。CEMM（王政廃止により1947年に改名）の士官になった彼は、最初にヴァリニャーノの潜水センターに配属され、次にジェノヴァの爆発物処理隊に、最後にリヴォルノの海軍兵学校へ配属された。最終的に、ビアンキは海軍少佐の階級で海軍を退役した。
2004年12月18日、アレクサンドリア港攻撃から73年目の記念日に、ビアンキは艦名を継いだ212A型潜水艦（サルヴァトーレ・トーダロ級潜水艦）「シレ」（Scirè, S527）の進水式に出席した。
2012年の100歳の誕生日に、ビアンキは共和国大統領ジョルジョ・ナポリターノから記念メダルを授与された。エミリオ・ビアンキは、2015年8月15日にヴィアレッジョの分離集落トッレ・デル・ラーゴで死去した。享年103。
2020年1月25日、イタリア海軍はビアンキに因み命名されたカルロ・ベルガミーニ級フリゲート「エミリオ・ビアンキ」(Emilio Bianchi, F589)を進水させた。しかし、本艦はエジプトとの二国間協定により、同様にアレクサンドリア港攻撃に参加したスパルタコ・シェルガットに因む姉妹艦「スパルタコ・シェルガット」（Spartaco Schergat, F598）とともにエジプト海軍へ売却されたため、イタリア海軍に就役しなかった。エジプト海軍で「エミリオ・ビアンキ」は「ベレニケ」（ENS Bernees, FFG-1003）に、「スパルタコ・シェルガット」は「アッ＝ガララ」（ENS Al-Galala, FFG-1002）となった。
2024年5月25日、イタリア海軍は追加のカルロ・ベルガミーニ級フリゲートを進水させ、改めて「エミリオ・ビアンキ」(Emilio Bianchi, F589)と命名された。進水は、ビアンキの娘であるマリア・エリザベッタ・ビアンキ夫人の手により行われた。「エミリオ・ビアンキ」は2025年の就役が予定されている。

## 栄典
- 武勇黄金勲章（イタリア語版）

- イタリア共和国功労勲章グランデ・ウッフィチャーレ[5]